# Métamorphisme de zone de subduction

Coupe d'une zone de subduction de type Andes, montrant les différents faciès métamorphiques sur la croûte océanique subductée

Le métamorphisme de zone de subduction est un phénomène géologique survenant lors du mouvement de convergence entre deux plaques tectoniques. Une zone de subduction étant une région de la croûte terrestre où l'une de ces plaques tectoniques s'insère sous une autre plaque, où la croûte océanique est recyclée dans le manteau et où la croûte continentale se créée par la formation de magmas d'arc.
Le métamorphisme quant à lui est l'ensemble des transformations subies à l'état solide par une roche.
Les magmas d'arc représentent plus de 20 % des magmas produits sur Terre et sont générés par la déshydratation des minéraux au sein de la dalle subductrice lors de sa descente dans le manteau. Ils s'accumulent à la base de la plaque continentale dominante. Les zones de subduction hébergent une variété unique de types de roches créés par les conditions de haute pression et de basse température rencontrées par une dalle subductrice lors de sa descente. Les conditions métamorphiques traversées par la dalle au cours de ce processus créent et détruisent les phases minérales aquifères (hydriques), libérant de l'eau dans le manteau. Cette eau abaisse le point de fusion de la roche du manteau, déclenchant ainsi la fusion. Comprendre le moment et les conditions dans lesquelles ces réactions de déshydratation se produisent est essentiel pour interpréter la fonte du manteau, le magmatisme de l'arc volcanique et la formation de la croûte continentale.
Un faciès métamorphique se définit par une association minérale stable particulière à une plage de pression et de température spécifique, ainsi qu'à un matériau initial déterminé. Dans le contexte du métamorphisme de la zone de subduction, on observe un trajet métamorphique à basse température et à haute pression, traversant les zones stables des faciès de zéolithe, de prehnite-pumpellyite, de schiste bleu et d'éclogite au sein de la croûte océanique subductée. Les assemblages de faciès zéolite et préhnite-pumpellyite peuvent être présents ou absents, de sorte que le début du métamorphisme peut être caractérisé uniquement par des conditions de faciès schiste bleu. Les plaques subductrices sont constituées de croûte basaltique surmontée de sédiments pélagiques. Cependant, les sédiments pélagiques peuvent s'accumuler sur la paroi suspendue à l'avant-arc et échapper à la subduction. La plupart des transitions de phase métamorphiques qui se produisent dans la dalle subductrice sont provoquées par la déshydratation des phases minérales hydratées. La dégradation des phases minérales hydratées se produit généralement à des profondeurs supérieures à 10 km. Chacun de ces faciès métamorphiques est caractérisé par la présence d'un assemblage minéral stable spécifique, enregistrant les conditions métamorphiques subies par la dalle subductrice. Les transitions entre les faciès résultent de la déshydratation des minéraux hydratés dans des conditions spécifiques de pression et de température, et peuvent donc être attribuées à des événements de fusion dans le manteau sous un arc volcanique.

## Croûte océanique
Les magmas d'arc résultent de la fusion partielle de domaines métasomatiques dans le coin du manteau, ayant réagi avec des phases liquides dérivées de la fusion par déshydratation des minéraux présents dans la croûte océanique subductée, formée au niveau des dorsales médio-océaniques. La croûte océanique subductée se compose de quatre unités principales. La couche supérieure est une fine couche de sédiments pélagiques épaisse de 300 m, composée de coquilles siliceuses et calcaires, de poussières météoriques et de quantités variables de cendres volcaniques. L'unité suivante est composée de basaltes en coussins d'une épaisseur de 300 à 700 m, formés par extinction du magma basaltique lors de son éruption dans l'eau. Sous les basaltes en oreillers se trouve un complexe de dykes en feuilles basaltiques, qui représentent des conduits de magma refroidis. Les unités du fond représentent la chambre magmatique cristallisée, alimentant la dorsale médio-océanique au niveau de laquelle la croûte s'est formée. Elle est composée de gabbro en couches d'une épaisseur de 1 à 5 km au sommet, et inférieure à 7 km d'épaisseur de roches ultramafiques, telles que la wehrlite, la harzburgite, la dunite et la chromite. La croûte océanique est appelée métabasite.

## Minéraux hydratés de la plaque plongeante

Grille pression-température des faciès métamorphiques

Chaque année, 1 à 2 x 10 000 milliards de litres d’eau descendent dans les zones de subduction. Environ 90 à 95 % de cette eau est capturée par des minéraux hydratés, notamment les micas, la phengite, les amphiboles, la lawsonite, les chlorites, le talc, la zoïsite et la serpentine. Les minéraux hydratés les plus importants sont la lawsonite (11 % en poids d'oxyde de H2O), la phlogopite (2 % en poids d'oxyde de H2O) et l'amphibole (2 % en poids d'oxyde de H2O). La phlogopite ne libère de l'eau qu'à environ 200 km de profondeur alors que l'amphibole en libère à environ 75 km. La serpentine incorpore également une phase hydratée importante (13 % en poids d'oxyde de H2O) qui n'est présente que dans la croûte océanique créée au niveau des dorsales océaniques lentes où les roches ultramafiques sont situées à de très faibles profondeurs. La lawsonite ne libère pas d'eau avant environ 300 km de profondeur et est le dernier minéral hydraté à le faire,.
Les réactions de déshydratation métamorphiques jouent un rôle crucial dans la dalle de subduction pendant le processus de subduction, générant des phases liquides riches en oligo-éléments fluides en raison de la décomposition des minéraux hydratés tels que la phengite, la lawsonite et la zoïsite. Cela engendre un modèle de distribution des éléments traces spécifique pour le magma d'arc. Les magmas d'arc, et la croûte continentale formée à partir de ceux-ci, sont enrichis en bore, plomb, arsenic et antimoine issus de la déshydratation au sein de la dalle de subduction. Les fluides hydrothermaux libérés par la dalle mobilisent ces éléments, permettant leur incorporation dans les magmas d'arc, ce qui distingue ces magmas de ceux produits au niveau des dorsales médio-océaniques et des points chauds,.

## Transitions de faciès et réactions de déshydratation dans la plaque plongeante

### Faciès de zéolite
Les basaltes peuvent subir une première métamorphose dans des conditions de faciès zéolithe (entre 50 et 150 °C et 1 à 5 km de profondeur) au début de la subduction. Les zéolites, minéraux silicatés microporeux, peuvent se former par la réaction des fluides interstitiels avec le basalte et les sédiments pélagiques. Les conditions du faciès zéolithe n'affectent généralement que les sédiments pélitiques en cours d'enfouissement, mais elles se manifestent généralement par la production de minéraux zéolitiques dans les vésicules du basalte en coussins. Les croûtes vitreuses des basaltes en coussins sont également sensibles au métamorphisme dans des conditions de faciès zéolitique, produisant des zéolites telles que l'heulandite ou la stilbite, ainsi que des phyllosilicates hydratés tels que la céladonite, la smectite, la kaolinite ou la montmorillonite, accompagnés de quartz secondaire. Les roches ignées cristallines de la plaque plongeante, comme le gabbro et les dykes en feuilles basaltiques, restent stables jusqu'à une plus grande profondeur, lorsque l'albite, le pôle pur sodique du feldspath plagioclase, remplace le feldspath plagioclase magmatique détritique. À des profondeurs plus importantes dans le faciès zéolitique[Lesquelles ?], la laumontite remplace l'heulandite tandis que la chlorite devient courante,.

### Faciès de prehnite-pumpellyite
Sous des conditions de température de 220 à 320 °C et de pression inférieure à 450 MPa, les plaques plongeantes peuvent accueillir le faciès prehnite-pumpellyite, caractérisé par la présence de chlorite hydratée, de prehnite, d'albite, de pumpellyite, de trémolite et d'épidote et la perte des zéolites heulandite et laumontite. L'actinolite peut apparaître à des températures plus élevées. Outre l’albite, ces minéraux caractéristiques sont hydratés et peuvent contribuer à la fonte du manteau[Comment ?]. Ces minéraux jouent également un rôle crucial dans la formation du glaucophane, associé au faciès des schistes bleus. L'apparition de la lawsonite est le marqueur le plus significatif du métamorphisme du faciès prehnite-pumpellyite. Sa présence est particulièrement notable car elle contient 11 % wt de H2O et peut permettre le transport de l'eau à de grandes profondeurs dans le manteau terrestre, jusqu'à au moins des conditions de pression de 10 GPa.
Laumontite = Lawsonite + Quartz + H2O

### Faciès des schistes bleus

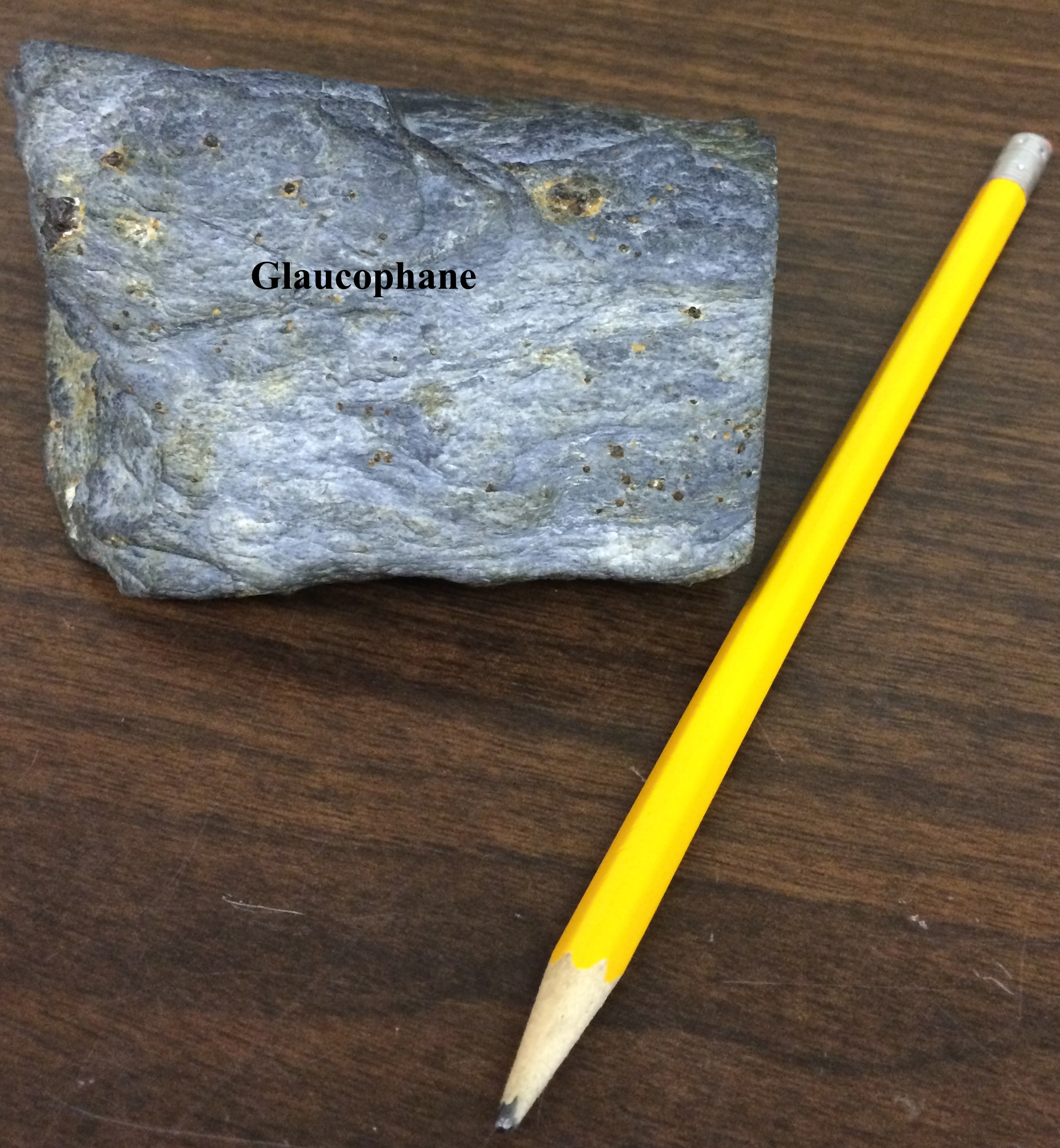
Schiste bleu contenant l'amphibole bleue sodique, le glaucophane

Le faciès des schistes bleus se caractérise par la formation d'une amphibole bleue sodique, à savoir la glaucophane, qui donne son nom à ce faciès. La lawsonite est également un indicateur du faciès des schistes bleus et coexiste souvent avec la glaucophane. L'albite se décompose au cours des réactions produisant du glaucophane et son sodium s'incorpore dans ce dernier. Ces réactions sont importantes car elles peuvent libérer de l'eau ou produire une phase minérale hydratée, la lawsonite, par la décomposition des phyllosilicates hydratés. Aux pressions élevées de ce faciès métamorphique, l'albite peut se décomposer pour former de la jadéite et du quartz. La calcite se pseudomorphose généralement en aragonite dans les conditions du schiste bleu. Les autres minéraux courants des métabasites du faciès des schistes bleus comprennent la paragonite, la chlorite, la titanite, le stilpnomélane, le quartz, l'albite, la séricite et la pumpellyite.
Trémolite + Chlorite + Albite = Glaucophane + Épidote + H2O
Trémolite + Chlorite + Albite = Glaucophane + Lawsonite
Pumpellyite + Chlorite + Albite = Glaucophane + Épidote + H2O

### Faciès de l'éclogite

Transition du schiste bleu du faciès éclogite, contenant du glaucophane, du pyroxène omphacitique et du grenat

Le faciès éclogite est généralement rencontré entre 80 et 100 km de profondeur et se caractérise par la présence de pyroxène omphacitique vert et du grenat pyrope rouge. Le pyroxène omphacitique est une solution solide d'augite-jadéite. Aux conditions du faciès éclogite, le plagioclase n'est plus stable. La décomposition du glaucophane est une réaction significative qui produit de l'eau à environ 600 °C et plus de 1 GPa, pouvant déclencher une fusion substantielle du manteau et un volcanisme.
Glaucophane + Paragonite = Pyrope + Jadéite + Quartz + H2O
La déshydratation de la phlogopite, un phyllosilicate hydraté, est une autre réaction importante produisant de l'eau dans le faciès de l'éclogite, comme illustré dans la réaction ci-dessous. Cette réaction peut également induire une fusion significative du manteau et entraîner un volcanisme. En plus de déclencher la fusion du manteau, cette réaction peut également provoquer une fusion partielle de la dalle subductrice elle-même.
Phlogopite + Diopside + Orthopyroxène = H2O + Fonte
La lawsonite reste stable jusqu'à 1080 °C et 9,4 GPa. Sa dégradation libère des quantités massives de H2O dans le manteau, qui peuvent déclencher une fusion partielle de la plaque et du manteau sus-jacent. La réaction de dégradation de la lawsonite est décrite ci-dessous.
Lawsonite = Grossulaire + Topaze + Stishovite + H2O
L'antigorite, une variété de serpentine est une autre phase aquifère importante qui se décompose dans des conditions de faciès de l'éclogite. L'antigorite rompt entre 600 et 700 °C et entre 2 et 5 GPa. Elle contient 13  de son poids en eau et provoque donc une fonte importante du manteau. La réaction est schématisée ci-dessous.
Antigorite = Forstérite + Enstatite + H2O
L'hypothèse stipule que la transition vers le faciès de l'éclogite soit à l'origine de tremblements de terre aux profondeurs supérieures à 70 km. Ces séismes ont pour origine la contraction de la dalle lorsque les minéraux se transforment en structures cristallines plus compactes. La profondeur de ces tremblements de terre sur la dalle subductrice est connue sous le nom de plan de Wadati-Benioff.

## Ceintures métamorphiques jumelées
Les ceintures métamorphiques jumelées sont proposées comme des unités de roches métamorphiques parallèles à une zone de subduction qui présentent deux assemblages minéralogiques distincts témoignant de conditions métamorphiques contrastées. L'unité la plus proche de la fosse océanique présente des conditions de gradient métamorphique basse température-haute pression (BT-HP) caractérisées par des assemblages de faciès schiste bleu à éclogite. Ces assemblages sont associés à un faible gradient géothermique (< 10 °C/km). L'unité la plus proche de l'arc volcanique, quant à elle, expose des conditions d'un gradient métamorphique haute température-basse pression (HT-BP), caractérisées par des assemblages minéralogiques des faciès amphibolite à granulite, tels que les aluminosilicates, la cordiérite et les orthopyroxènes. Ces assemblages sont associés à fort gradient géothermique (> 30 °C/km) lié au magmatisme de l'arc volcanique et au rifting arrière-arc,.